# Lousa (Torre de Moncorvo)
Lousa is een plaats (freguesia) in de Portugese gemeente Torre de Moncorvo en telt 508 inwoners (2001).